# Reculée de Revigny
La reculée de Revigny est une reculée du massif du Jura, située dans le département français du Jura, en Bourgogne-Franche-Comté.

## Géographie

### Situation
La reculée de Revigny est située dans le centre-ouest du département du Jura, sur le territoire des communes de Revigny, de Conliège, de Perrigny, dont les villages furent construits dans le fond de la reculée, et de Montaigu ; la ville de Lons-le-Saunier est bâtie au débouché de la reculée. D'une longueur de 4 km pour une largeur variant entre 300 m et 1 km, elle est présente une profondeur allant de 150 (amont) à 250 m (aval) et est orientée vers le nord, jusqu'à Conliège où elle bifurque vers le nord-ouest.

### Géologie
La reculée de Revigny est creusée dans les marnes et les calcaires du Jurassique inférieur et du Jurassique moyen. C'est une reculée ramifiée en trois branches terminées par les sources de la Vallière et celles de ses deux affluents : le ruisseau de Roche-Chien et la Diane.

## Protection
La reculée fait l'objet d'une ZNIEFF de type 1 Reculée de Revigny.